# كعكة الحليب الساخن
كعكة الحليب الساخن هي كعكة إسفنجية بالزبدة من المطبخ الأمريكي. يمكن صنعه على شكل كعكة صفائح أو كعكة طبقات أو خبزه في قالب حلقة. يمنح الحليب الساخن والزبدة الكعكة ملمسًا مميزًا ناعم الحبيبات على غرار كعكة الرطل.
تحصل كعكة الحليب الساخن على طعمهى المميزة من الحليب المبستر الذي هو المكون السائل للخلطة. وهي تختلف عن الكعك الإسفنجي التقليدي مثل كعكة طعام الملائكة من حيث أنها تحتوي على مسحوق الخبز مُخمرًا بدلاً من بياض البيض فقط لذلك يمكن صنعه بالزبدة مثل كعكة فِكتورية الإسفنجية. يُخفق البيض آليًا كامًلا بدلاً من الخفق اليدوي للصفار والبياض على حدة.

## التحضير

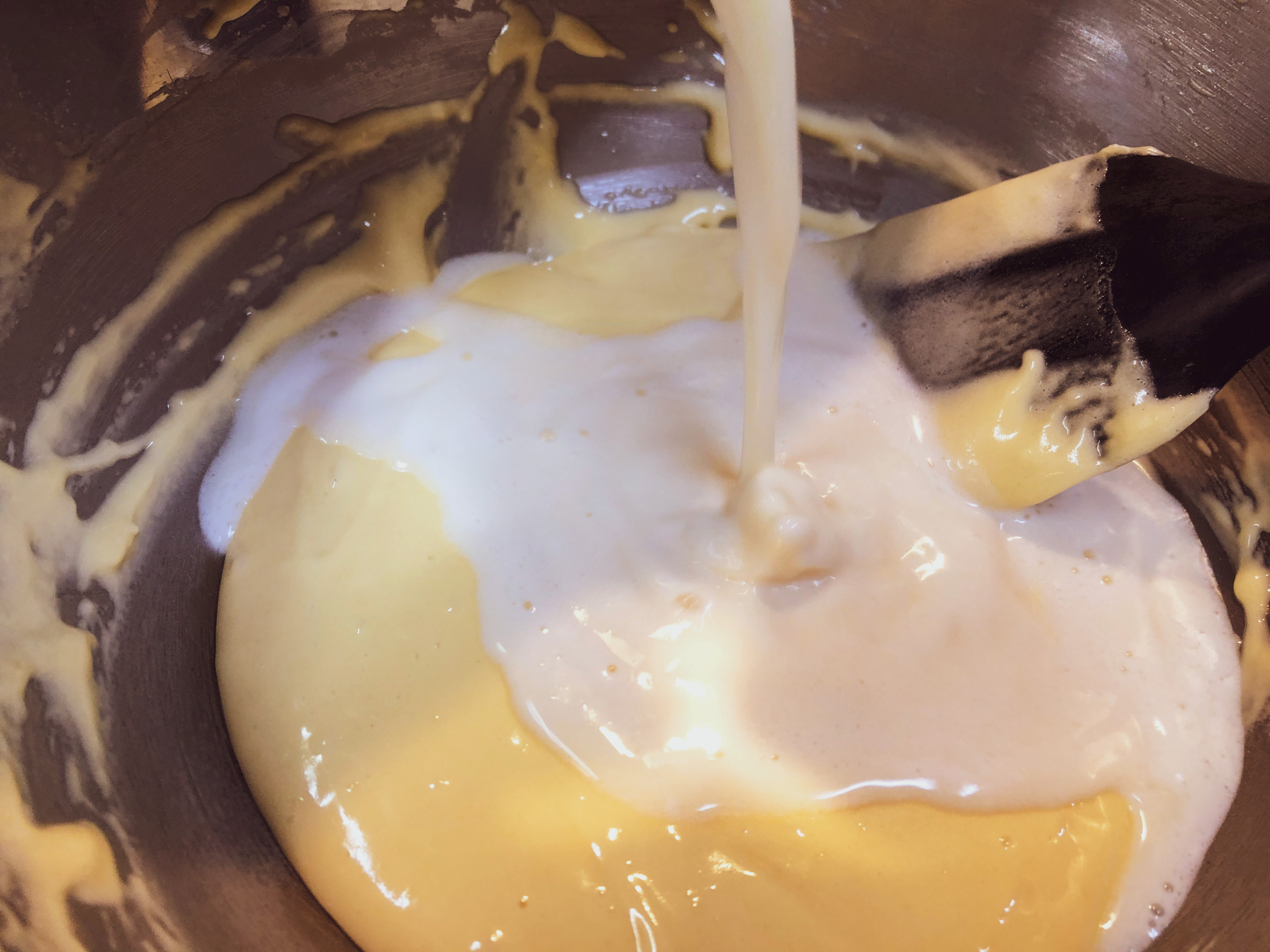
تحضير خليط كيك الحليب الساخن

يضاف السكر إلى البيض ثم العجين. يسخن الحليب بالزبدة حتى تذوب الزبدة. يُسكب مزيج زبدة الحليب الساخن في الخليط دفعة واحدة. يخلط الخليط حتى يبرد. يضاف مسحوق الخبز وطعم الونيلية في المرحلة الأخيرة قبل خبز الكعكة. تعطي هذه الطريقة الكعكةَ قوامًا ناعم الحبيبات يشبه إلى حد كبير كعكة الرطل من الكعك الإسفنجي التقليدي المخمر بالبيض.